# ابن ترکه اصفهانی
صائن الدین علی بن محمد یا صاین‌الدین علی ابن محمد ترکه اصفهانی از عرفای قرن هشتم و نهم هجری و یکی از شارحان (بیان‌کنندگان) عرفان ابن عربی است.

## زندگی‌نامه
خانواده آل ترکه از خانواده‌های بنامی بوده‌اند که در زمینه دین و دانش در اصفهان در طی دو قرن مشهور بوده‌اند. اصلیت این خانواده به خجند تاجیکستان بازمی‌گردد. صدرالدین ابو حامد ترکه به عنوان جد این خانواده با رشیدالدین فضل‌الله همدانی مکاتبات علمی داشته‌است. صاین‌الدین از نوادگان صدرالدین محسوب می‌شود.
وی در ماه ذیحجه سال ۸۳۶ (ژوئیه ۱۴۳۳) در شهر اصفهان زاده شده‌است. وی نخست به مدت ۲۵ سال نزد برادرش علوم دینی و قضایی را فراگرفته‌است و سپس برای تکمیل تحصیلاتش عزم سفر کرد و بدین منظور راه خانه خدا را در پیش گرفت. در این مسافرت او با عده ای از استادان و عالمان و مشایخ طریقت دیدار کرد و در صحبت آنان مراتب کسب علوم و تزکیه نفس و مراحل سلوک را سپری کرد. مدتی با شاه نعمت‌الله ولی، سید قاسم انوار و شرف الدین علی یزدی (م ۸۵۸ق) همراه بود و از مجلس درس و صحبت بعضی استادان مانند سید حسین اخلاطی (م ۸۲۸ق)، شمس الدین فناری (م۸۳۴ق) و سراج الدین بلقینی (م۸۰۵ق) استفاده کرد.
بعد از پانزده سال -که از علمای بلاد حجاز، مصر و شام استفاده کرد.- با اشارت عده ای از یارانش به اصفهان بازگشت و به تدریس علوم دینی مشغول شد و شهرتی پیدا کرد.
با عطف توجه شاهرخ میرزا، وی در شهر یزد به مسند قضا منسوب شد. بعد از چندی اطرافیان شاهرخ میرزا، موجبات بدبینی او نسبت به صائن الدین را فراهم کردند. چنان‌که از نوشته‌های صائن الدین بر می‌آید اتهام او عدول از طریقه سنت و جماعت و گرایش به تشیع و تصوف بود که در آثار صائن الدین قراین فراوانی برای اثبات آن وجود دارد.
در پی این اتهام شاهرخ وی را به هرات احضار کرد. علمای هرات جز رکن الدین داود خوافی بعضی از عبارات ابن ترکه را بهانه ای برای تکفیر او قرار دادند.
صائن الدین در رساله نفثه المصدور اول و رساله اعتقادات که خطاب به شاهرخ تیموری نوشته‌است، کوشید این اتهامات را از خود دور سازد. در سال (۸۳۰ق) سوء قصدی به جان شاهرخ واقع شد به همین جهت عده زیادی تبعید و شکنجه شدند که ابن ترکه نیز در شمار آنان بود. وی شرح این رنج و پریشانیها را در نفثه المصدور دومبرای بایسنقر میرزا نوشت و مدتی بعد از آن در هرات درگذشت.

## اساتید
- سراج‌الدین بلقینی
- شاه نعمت‌الله ولی
- سید قاسم انوار
- شرف الدین علی یزدی
- سید حسین اخلاطی
- شمس الدین فناری

## نظرات
فلسفه تمثیل نزد وی کاربرد زیادی دارد. صاین‌الدین ابن ترکه در زمینه دلالت و رابطه زبان و حقیقت دارای نظری خاص است. نصرالله حکمت معتقذ است که این ترکه نحوه ورود تمثیل به زبان را بر اساس نظریه‌ای عرفانی مطرح کرده‌است. وی دربارهٔ این که چرا ابن عربی از واژه «فص» استفاده کرده‌است بر این باور است که رابطه لفظ و معنا رابطه‌ای تکوینی و ذاتی است.
از نظر ابن ترکه حضرات خمس به صورت تمثیل دارای پنج مرتبه‌اند که به ترتیب عبارت از باطن قلب، صدر، حلق، حنک و دولب است.